# Wólka Babska
Wólka Babska – wieś w Polsce położona w województwie łódzkim, w powiecie rawskim, w gminie Biała Rawska. 
Wieś wymieniana w 1489 r. jako Wola Bapska.
W latach 1975–1998 miejscowość administracyjnie należała do województwa skierniewickiego.
Wólka Babska jest niezbyt dużą wsią; jej nazwa pochodzi od sąsiedniego Babska.
Zgodnie z podziałem administracyjnym Kościoła katolickiego Wólka Babska należy do parafii św. Antoniego Padewskiego w Babsku, wchodzącej w skład dekanatu Biała Rawska, a świątynią parafialną mieszkańców Wólki Babskiej jest kościół pw. św. Antoniego Padewskiego w oddalonym o ok. 1,5 km Babsku.